# تلمبه مهدی برفه‌ایی
تلمبه مهدی برفه‌ایی، یک آبادی در دهستان استبرق از توابع بخش مرکزی شهرستان شهربابک در استان کرمان است.